# Kyle Shanahan
Kyle Michael Shanahan (nacido el 14 de diciembre de 1979) es un entrenador de fútbol americano, que milita como entrenador en jefe de los San Francisco 49ers de la Liga Nacional de Fútbol Americano (NFL). Saltó a la fama como coordinador ofensivo de los Atlanta Falcons, cuya ofensiva en 2016 lideró la liga en puntos anotados y ayudó al equipo a llegar al Super Bowl LI. Shanahan se convirtió en el entrenador en jefe de los 49ers la temporada siguiente, a quienes ha llevado a tres playoffs, dos títulos de división, tres Juegos de Campeonato de la NFC y una aparición en Super Bowl en el Super Bowl LIV.

## Primeros años de vida
Shanahan nació en Minneapolis, Minnesota, cuando su padre, Mike Shanahan, entrenaba en la Universidad de Minnesota. Asistió  al instituto Saratoga High School en Saratoga, California en 1994, mientras su padre trabajaba como coordinador ofensivo de los San Francisco 49ers. Más tarde asistió a la escuela secundaria Cherry Creek en Greenwood Village, Colorado, mientras su padre ocupaba el cargo de entrenador en jefe de los Denver Broncos. Shanahan aceptó una oferta de beca de Carl Franks de la Universidad de Duke, pero optó por transferirse como estudiante de primer año a la Universidad de Texas en Austin. Shanahan jugó de wide receiver en un equipo de Longhorn que incluía al futuro entrenador universitario Major Applewhite, así como a los futuros jugadores de la NFL Roy Williams, Cedric Benson, Bo Scaife, Mike Williams, Quentin Jammer y Chris Simms. Shanahan atrapó 14 pases para 127 yardas en su carrera para la Universidad de Texas en Austin.

## Carrera de entrenador

### Carrera universitaria
Poco después de graduarse de Texas en 2003, Shanahan se convirtió en asistente de posgrado de Karl Dorrell en UCLA.

### Tampa Bay Buccaneers
Shanahan fue contratado como entrenador asistente para el control de calidad ofensivo bajo la dirección del entrenador en jefe Jon Gruden con los Tampa Bay Buccaneers.

### Houston Texans
En 2006, Shanahan fue contratado por Gary Kubiak para servir como entrenador de wide recievers de los Houston Texans. Kubiak había trabajado previamente como coordinador ofensivo bajo Mike Shanahan con los Denver Broncos. En ese momento, Kyle Shanahan era el entrenador de posición más joven de la NFL. Una temporada después, Shanahan recibió otro ascenso para convertirse en entrenador de quarterbacks de los Houston Texans. En 2007, también le ofrecieron convertirse en coordinador ofensivo de la Universidad de Minnesota, donde el ex asistente de los Broncos, Tim Brewster, acababa de convertirse en entrenador en jefe. Shanahan se negó, y priorizó su decisión de ser entrenador de la NFL. Shanahan fue canjeado de inmediato como favorito para el puesto vacante de coordinador ofensivo después de que Mike Sherman dejara a los Texans para asumir el cargo de entrenador en jefe en la Universidad Texas A&M.
El 11 de enero de 2008, Shanahan fue ascendido oficialmente, convirtiéndose en el coordinador más joven de la NFL, siendo más de tres años menor que Josh McDaniels de los New England Patriots.

### Washington Redskins
En 2010, Shanahan dejó a los Texans para unirse a su padre, Mike Shanahan, con los Washington Redskins. El rendimiento de los Washington Redskins durante su mandato llevó a algunos a cuestionar si la contratación de Shanahan fue un ejemplo de nepotismo inmerecido. En 2012, Shanahan fue multado con $ 25,000 por insultar a los oficiales de reemplazo y enfrentarse a uno después de caer derrotados ante los Cincinnati Bengals. El 30 de diciembre de 2013, Kyle, junto con su padre y parte del cuerpo técnico, fueron despedidos de los Washington Redskins.

### Cleveland Browns
El 1 de febrero de 2014, los medios de comunicación informaron que Shanahan fue contratado como coordinador ofensivo de los Cleveland Browns. Antes de su contratación por los Browns, Shanahan se entrevistó para los puestos vacantes de coordinador ofensivo ocupados por los Miami Dolphins y los Baltimore Ravens. El 8 de enero de 2015, Shanahan renunció a su puesto de coordinador ofensivo debido a fricciones con el entrenador en jefe Mike Pettine y posiblemente a cómo se dirigía la oficina principal.

### Atlanta Falcons

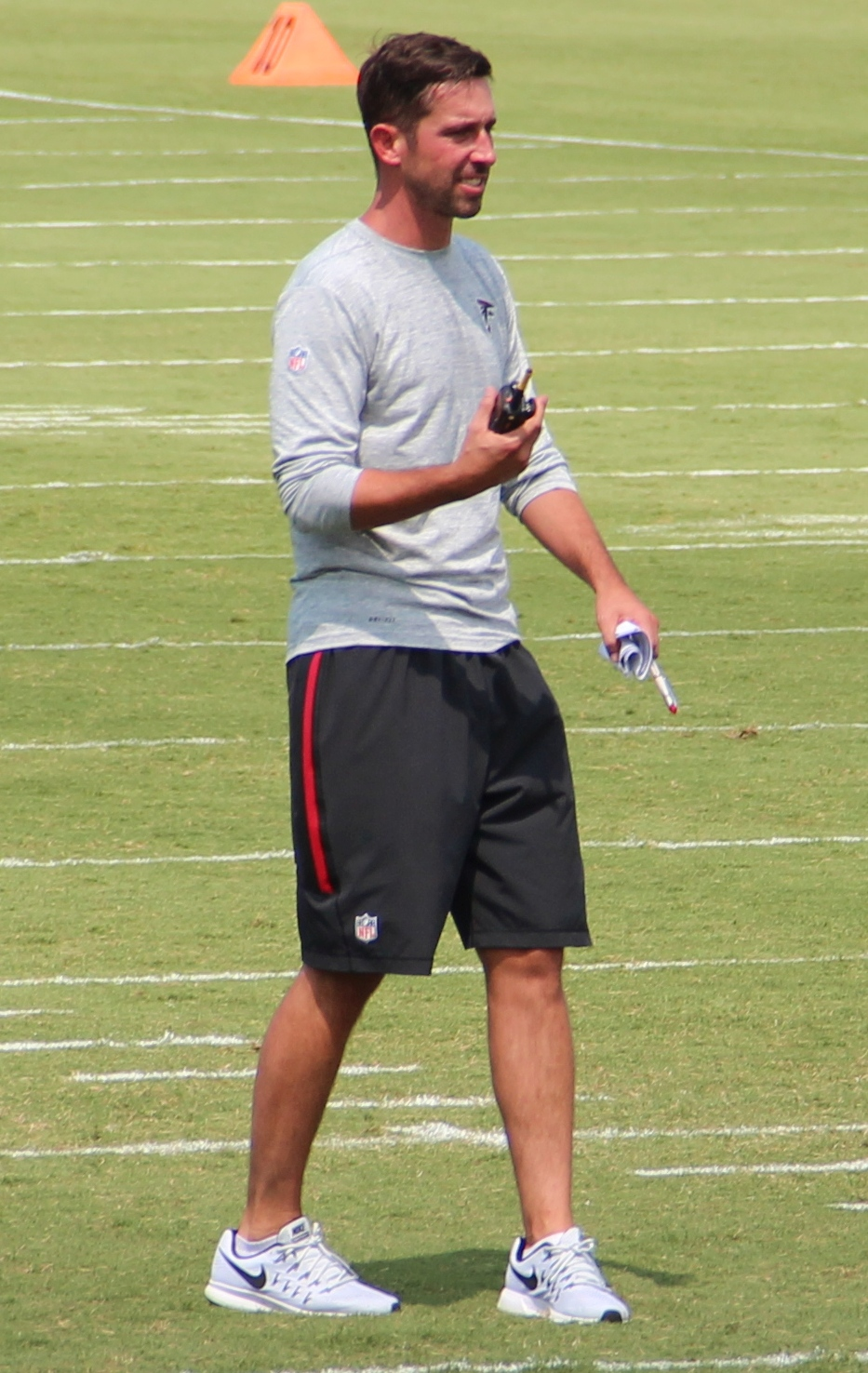
Shanahan en el traning camp de los Falcons en 2016

El 18 de enero de 2015, los Atlanta Falcons contrataron a Shanahan como su nuevo coordinador ofensivo. Después de tener marca de 8–8 en 2015, la ofensiva de los Falcons con Shanahan fue la ofensiva con mayor puntuación en la liga en 2016 y obtuvo un récord de 11–5, un título de división y un puesto en el Super Bowl LI contra los New England Patriots. Shanahan fue nombrado Entrenador Asistente del Año de la NFL para la temporada 2016.
Durante el Super Bowl LI, los Falcons tenían una ventaja de 28-3 sobre los Patriots, en parte gracias a las jugadas de Shanahan y la ejecución de esas jugadas por parte de los Falcons. Sin embargo, Shanahan fue criticado por ser demasiado agresivo al no usar un ataque de carrera con control del balón al final del juego, lo que resultó en que los Falcons perdieran por una puntuación de 34-28 en el tiempo extra.

### San Francisco 49ers
El 6 de febrero de 2017, un día después del Super Bowl, Shanahan fue contratado oficialmente como el próximo entrenador en jefe de los San Francisco 49ers, firmando un contrato de seis años.

#### Temporada 2017
Shanahan ganó su primer partido de pretemporada 27-17 contra los Kansas City Chiefs el 11 de agosto de 2017. Sin embargo, los 49ers habían comenzado la temporada 0-9. El 12 de noviembre de 2017, Shanahan ganó su primer partido de temporada regular contra los New York Giants por 31-21. Tres semanas después, llevó a los 49ers a una victoria por 15-14 sobre los Chicago Bears, lo que marcó la primera participación del quarterback Jimmy Garoppolo como 49er. El 31 de diciembre de 2017, el último día de la temporada regular de la NFL de 2017, Shanahan y los 49ers derrotaron a Los Angeles Rams 34-13, terminando la temporada con una racha de cinco victorias consecutivas y ganando seis de los últimos siete juegos.

#### Temporada 2018
Los 49ers lograron ganar solo cuatro juegos en 2018. El equipo se vio afectado por un desgarro del ligamento cruzado anterior al final de la temporada del quarterback titular Garoppolo. Inmediatamente se consideró que la lesión de Garoppolo arruinaba las esperanzas de los 49ers para la temporada, a pesar de la perspectiva optimista de Shanahan sobre el reemplazo de Garoppolo, CJ Beathard.

#### Temporada 2019

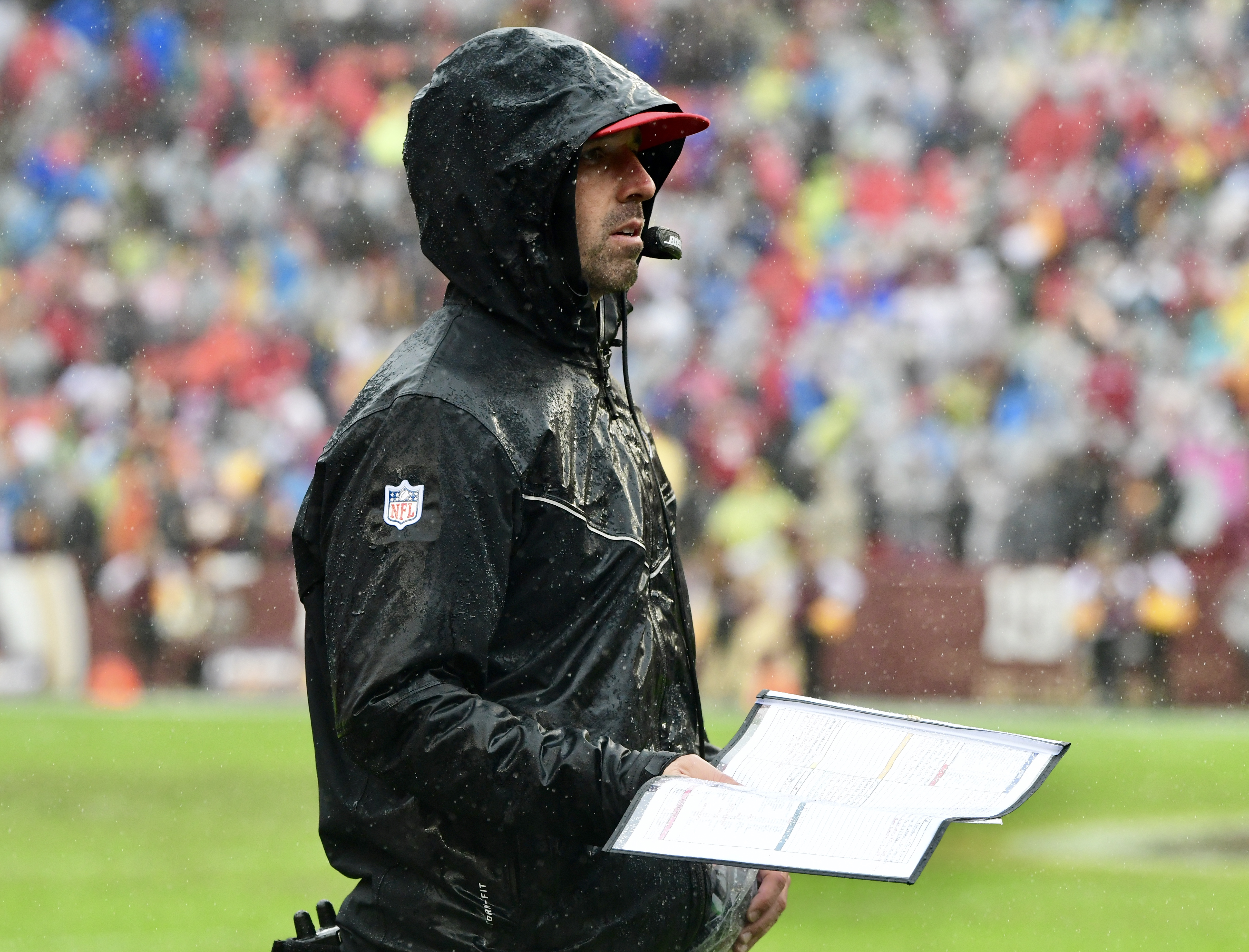
Shanahan en un partido contra su ex equipo, los Washington Redskins

Los 49ers ganaron sus primeros ocho juegos de la temporada 2019, lo que convirtió a Shanahan en el tercer entrenador, junto con Tom Landry y Marvin Lewis, en comenzar 8-0 después de un comienzo de temporada anterior de 0-8. Los 49ers terminaron la temporada regular con un récord de 13-3, ganando el título de la división NFC Oeste y asegurando el puesto número 1 que le dio al equipo la ventaja de jugar en casa durante los playoffs.
Los 49ers derrotaron a los Minnesota Vikings 27–10 en la Ronda Divisional y avanzaron al Campeonato de la NFC, donde vencieron a los Green Bay Packers 37–20 y avanzaron al Super Bowl LIV, donde perdieron ante Kansas City Chiefs 31–20.

#### Temporada 2020
El 15 de junio de 2020, los 49ers firmaron a Shanahan con una nueva extensión de contrato de seis años hasta la temporada 2025. La NFL multó a Shanahan con $100,000 por no usar correctamente una máscara facial, como se requiere para los entrenadores durante la pandemia de COVID-19, durante el partido de la semana 2 en la temporada 2020 de la NFL el 21 de septiembre de 2020. Los 49ers sufrieron múltiples lesiones en titulares clave a lo largo de la temporada y se perdieron los playoffs, terminando la temporada con un récord de 6-10.

#### Temporada 2021
La NFL multó a Shanahan con $50,000 el 1 de julio de 2021 por violar las reglas de entrenamiento durante las actividades organizadas del equipo (OTA). Después de comenzar la temporada 3-5, los 49ers ganaron siete de sus últimos nueve partidos, para terminar 10-7 e ingresar a la postemporada como wildcard. Los 49ers derrotaron a los Dallas Cowboys 23-17 en la Ronda de Wildcards y derrotaron a los Green Bay Packers 13-10 en la Ronda Divisional, antes de perder 20-17 en el Campeonato de la NFC ante el eventual Campeón del Super Bowl Los Angeles Rams.

#### Temporada 2022
En la temporada 2022, Shanahan llevó a los 49ers a una marca de 13-4 en la temporada regular, lo que le valió al equipo el título de la NFC Oeste y el puesto número 2 en la NFC para la postemporada. Los 49ers lograron el éxito de la temporada regular a pesar de las lesiones de Trey Lance y Jimmy Garappolo. La aparición del novato Brock Purdy como quarterback titular del equipo en la última parte de la temporada contribuyó al éxito del equipo. Shanahan ayudó a llevar a los 49ers a una tercera aparición en el Campeonato de la NFC en cuatro temporadas luego de las victorias sobre los Seattle Seahawks en la Ronda de Wildcards y los Dallas Cowboys en la Ronda Divisional. En el Campeonato de la NFC contra los Philadelphia Eagles, los 49ers se vieron obligados a sustituir a Purdy por Josh Johnson debido a una lesión. Johnson finalmente también se lesionó. Purdy estuvo ineficaz debido a su lesión pero terminó el partido. Las Eagles ganaron 31–7.

## Estadísticas como entrenador en jefe
| Equipo | Año   | Temporada regular | Temporada regular | Temporada regular | Temporada regular | Temporada regular  | Postemporada | Postemporada | Postemporada | Postemporada                                                          |
| Equipo | Año   | Ganado            | Perdido           | Empates           | % Victorias       | Puesto final       | Ganado       | Perdido      | % Victorias  | Puesto final                                                          |
| ------ | ----- | ----------------- | ----------------- | ----------------- | ----------------- | ------------------ | ------------ | ------------ | ------------ | --------------------------------------------------------------------- |
| SF     | 2017  | 6                 | 10                | 0                 | .375              | 4° en NFC Oeste    | —            | —            | —            | —                                                                     |
| SF     | 2018  | 4                 | 12                | 0                 | .250              | 3° en la NFC Oeste | —            | —            | —            | —                                                                     |
| SF     | 2019  | 13                | 3                 | 0                 | .813              | 1° en NFC Oeste    | 2            | 1            | .667         | Perdió ante Kansas City Chiefs en el Super Bowl LIV                   |
| SF     | 2020  | 6                 | 10                | 0                 | .375              | 4° en NFC Oeste    | —            | —            | —            | —                                                                     |
| SF     | 2021  | 10                | 7                 | 0                 | .588              | 3° en la NFC Oeste | 2            | 1            | .667         | Perdió ante Los Angeles Rams en el partido de Campeonato de la NFC    |
| SF     | 2022  | 13                | 4                 | 0                 | .765              | 1° en NFC Oeste    | 2            | 1            | .667         | Perdió ante Philadelphia Eagles en el partido de campeonato de la NFC |
| Total  | Total | 52                | 46                | 0                 | .531              |                    | 6            | 3            | .667         |                                                                       |